# Emilia Rydberg
Hanna Emilia Rydberg Mitiku (født 5. januar 1978 i Stockholm), bedre kendt som Emilia, er en svensk sangerinde. Hun er datter af en svensk mor og en etiopisk far. Hendes gennembrud kom i 1998 med hittet "Big Big World", der ligeledes var titlen på hendes debutalbum fra 1999. Året efter, i 2000 kom albummet Emilia.
Emilia holdt herefter nogle års pause, men genoptog i 2006 sin musikkarriere, hvilket resulterede i en svensk singleudgivelse, "Var minut". Sangen er en svensk fortolkning af Søren Poppes "Hvert minut", og fik en placering som nr. 2 på den svenske singleliste. I 2007 fulgte albummet Små ord av kärlek, der bl.a. indeholder svenske fortolkninger af danske hits som "En sang om kærlighed" (Tue West), "Det er ikke det du siger" (Anne Linnet Band), "Du er" (News), og "Jeg holder øje med dig" (Søs Fenger).

## Diskografi
- Big Big World (1999)
- Emilia (2000)
- Små ord av kärlek (2007)
- My World (2009)
- I Belong to You (2012)